# 竹本昇
竹本 昇（たけもと のぼる、1965年8月29日 - ）は、主に特撮テレビドラマ作品を手がける監督・演出家。兵庫県立星陵高等学校、神戸大学卒業。

## 来歴
大学在学中の1989年、『高速戦隊ターボレンジャー』の第6、7話（新井清監督の組）よりフォース助監督として参加。
『鳥人戦隊ジェットマン』の第50話・最終話がチーフ助監督デビューとなる。1997年、『激走戦隊カーレンジャー』第44話「不屈のチキチキ激走チェイス！」にて監督デビューを果たした。
その後、『電磁戦隊メガレンジャー』の序盤で戦隊シリーズから離れ、『はみだし刑事情熱系』『火曜サスペンス劇場』といった一般ドラマ、『ボイスラッガー』『鉄甲機ミカヅキ』などの他社特撮作品、PlayStation用のゲーム『ALIVE』実写パートなどで助監督や監督として現場を采配する。『救急戦隊ゴーゴーファイブ』よりスーパー戦隊シリーズに復帰した。
助監督との兼任が長かったが、『特捜戦隊デカレンジャー』よりローテーション監督を務める（最多演出・最終回担当）。以降は、『魔法戦隊マジレンジャー』『炎神戦隊ゴーオンジャー』『烈車戦隊トッキュウジャー』にて劇場版を演出。『轟轟戦隊ボウケンジャー』では本編の演出以外にミニコーナー「30戦隊大全集」の全ての構成・演出を務めるなど、戦隊シリーズの監督の中心として活動。『魔進戦隊キラメイジャー』以来監督作品は途絶えていたが、2024年7月『爆上戦隊ブンブンジャー』で3年半ぶりに戦隊シリーズに復帰。

## エピソード
- かつて、｢大学の卒業式の日は戦隊のロケ現場である光が丘公園で、ポパイ弁当を食べていた｣とコメントを寄せていたことがある[8]。
- 同じ年の渡辺勝也とは先輩後輩の間柄だが、それ以上に盟友関係となっている。[要出典]竹本のスーパー戦隊シリーズ復帰は、渡辺演出の『救急戦隊ゴーゴーファイブ 激突!新たなる超戦士』であった。『獣電戦隊キョウリュウジャー』のチーフプロデューサーである大森敬仁は、両者について考え方が真逆であると評している[9]。
- 初めて最終回を担当した『特捜戦隊デカレンジャー』では、当初はパイロット監督の渡辺が撮るものと予想されていたが、渡辺が次作『魔法戦隊マジレンジャー』のパイロットを担当することになったため、竹本が受け持つこととなった[10]。竹本は、全くの予想外であったが、作品への思い入れもあったのでオファーを貰って感激したと述べている[10]。同話では、オープニングの振り向きの新撮やバンの変身シーン、名乗り後に流れる主題歌など、渡辺が担当したEpisode.1・2の演出を踏襲している[10]。
- 渡辺以外にも他の監督や役者陣との現場の外での交流もあり『魔法戦隊マジレンジャー』に出演した別府あゆみのブログによると、別府とともに後輩監督の中澤祥次郎宅を訪れて鍋を囲んだ。その際の竹本は鍋奉行であった[11]。
- 『シンケンジャー』は、すべての担当回に挿入歌をかけるという野望を初めて達成できたシリーズであるという[12]。
- 『特捜戦隊デカレンジャー』から『天装戦隊ゴセイジャー』までの7年連続で第5話・第6話を担当した。この件について本人は「パイロットでもなく、第3・4話でもなく、万年三番手が僕の定められたポジションかもしれませんね」と2011年発売の『宇宙船』[要文献特定詳細情報]インタビューで語っていた。この記録も2011年で途切れたが『獣電戦隊キョウリュウジャー』『烈車戦隊トッキュウジャー』でも第5話・第6話を担当した。竹本は第5話・第6話から作品に参加することについて、パイロット版のオールラッシュを観られることや第3話・第4話の現場を覗くことができることなどから作品の特色を把握した上で撮影に臨めるので「ラク」であると述べている[13]。
- 『特命戦隊ゴーバスターズ』から『烈車戦隊トッキュウジャー』では3年連続でクリスマス時期の決戦回を担当しており、こちらについても「宿命になっている」と述べている[13]。
- スーパー戦隊シリーズの最終回でしばしば見られる、素面名乗りには懐疑的の見方をしており、個人的には好きではないと語っている[14][13]。自身が最終話を担当した『烈車戦隊トッキュウジャー』では、変身シーンに素面名乗りを交えるかたちをとっている[13]。
- スーパー戦隊シリーズで助監督を務めた荒川史絵は、竹本は制作担当や助監督と一緒にスケジュール組みを行う珍しいタイプの監督であると評している[15]。また助監督の得意なことを見つけて伸ばし、任せることも多いという[15]。
- ピンク色が好きで、携帯電話・スニーカー・パーカーなどピンクのものを使用している[16]。
- 渡辺勝也が監督を担当した『炎神戦隊ゴーオンジャー 10 YEARS GRANDPRIX』のダイジェストシーンは竹本が構成を担当している。
- イラストが趣味で、頭身の低いデフォルメされた女性および少女の絵が得意。『鳥人戦隊ジェットマン』第10話に登場する「新次元ヌードル陽気なアコちゃん」のパッケージデザインを手がけている。

### 巨大戦
スーパー戦隊シリーズでは戦隊ロボが登場するシーンは通常は特撮班が撮影を担当しているが、特撮班に代わり竹本率いる本編班で巨大戦の撮影を行うこともある。編集では特撮班が撮影した未使用カットもチェックしており、特撮監督の佛田洋が忘れていたテイクも記憶して流用することもあるという。
竹本は本編のおまけになりがちな巨大戦に視聴者を注目させるような要素を盛り込むことを意識している。スーツの一部と既存の映像素材だけで巨大戦を描写することもある。
『轟轟戦隊ボウケンジャー』第28話では脚本の都合上ロボやメカが大量に登場するため、脚本を担当した大和屋暁は物語が煩雑になる可能性を懸念した。この回は竹本が演出を担当したが、チーフプロデューサーの日笠淳とともに完成作品の試写を見終わった大和屋は、その纏まった出来に圧倒されたという。また、日笠は「竹本監督だからこういう風に撮れるんだよ」と耳打ちしたらしい。担当プロデューサーの宇都宮は竹本を「巨大戦の達人」と評し、後にチーフプロデューサーを務めた『侍戦隊シンケンジャー』でも同様のシチュエーションの回を竹本に託した。『シンケンジャー』第43話に登場したサムライハオーが恐竜折神を武装するというアイディアは、竹本が台本作りの際に考案したとのことである。
『獣電戦隊キョウリュウジャー』においても、チーフプロデューサーの大森敬仁は竹本に巨大戦中心の回を割り振っている。脚本を担当した三条陸は、すべてのロボットが登場する第41話・第42話の脚本は竹本の力量を当てにしていたと述べており、本来の監督ローテーションでは渡辺勝也が担当するところを順番を崩して竹本が担当した。
『烈車戦隊トッキュウジャー THE MOVIE ギャラクシーラインSOS』では従来と公開時期がずれたことにより特撮班のスケジュールがあわず、竹本率いる本編班が佛田洋特撮監督・小串遼太郎特撮助監督の監修の下、特撮シーンも担当した。

### 俳優との関わり
- 他の監督よりも声優についての知識があることから、怪人役のキャスティングに具体的な要望を出すことが多い[1]。
- 現場では俳優と記念撮影を行うことが多く、ヒロインのコスプレ回は必ず行っているという[22]。
- 『激走戦隊カーレンジャー』に主演した岸祐二との仕事の機会が多い。岸とは1年に1度は仕事をする約束を交わしているという[10]。
- 『特捜戦隊デカレンジャー』に出演したさいねい龍二は、監督の中では竹本の演出を一番好んでおり、信頼もしていたと述べている[23]。後年のVシネマ『特捜戦隊デカレンジャー 10 YEARS AFTER』制作の際には、さいねいはプロデューサーの塚田英明に竹本の起用を要望していた[23]。
- 『炎神戦隊ゴーオンジャー BUNBUN!BANBAN!劇場BANG!!』の撮影の際、主演の古原靖久は監督の竹本が何度OKを出しても自身の演技に納得できず苦悩していたが、そのとき竹本が「監督の俺がオッケーを出しているんだ、俺を信じろ!」と励ましたという。その後は迷いを断ち切り吹っ切ることが出来たとインタビューにて語っている[要文献特定詳細情報]。

## 作品

### テレビドラマ
太字はパイロット作品。
- スーパー戦隊シリーズ（東映・テレビ朝日）
  - 激走戦隊カーレンジャー（1996年 - 1997年）[注釈 4]
  - 電磁戦隊メガレンジャー（1997年 - 1998年）
  - 未来戦隊タイムレンジャー（2000年 - 2001年）[注釈 5][注釈 4]
  - 百獣戦隊ガオレンジャー（2001年 - 2002年）[注釈 4]
  - 忍風戦隊ハリケンジャー（2002年 - 2003年）[注釈 4]
  - 爆竜戦隊アバレンジャー（2003年 - 2004年）[注釈 4]
  - 特捜戦隊デカレンジャー（2004年 - 2005年）[注釈 6][注釈 4]
  - 魔法戦隊マジレンジャー（2005年 - 2006年）
  - 轟轟戦隊ボウケンジャー（2006年 - 2007年）[注釈 7]
  - 獣拳戦隊ゲキレンジャー（2007年 - 2008年）
  - 炎神戦隊ゴーオンジャー（2008年 - 2009年）
  - 侍戦隊シンケンジャー（2009年 - 2010年）
  - 天装戦隊ゴセイジャー（2010年 - 2011年）
  - 海賊戦隊ゴーカイジャー（2011年 - 2012年）
  - 特命戦隊ゴーバスターズ（2012年 - 2013年）
  - 獣電戦隊キョウリュウジャー（2013年 - 2014年）
  - 烈車戦隊トッキュウジャー（2014年 - 2015年）
  - 手裏剣戦隊ニンニンジャー（2015年 - 2016年）
  - 動物戦隊ジュウオウジャー（2016年 - 2017年）
  - 宇宙戦隊キュウレンジャー（2017年 - 2018年）
  - 魔進戦隊キラメイジャー（2020年 - 2021年）
  - 爆上戦隊ブンブンジャー（2024年）[24]
- ボイスラッガー （1999年、テレビ東京）

### 映画
- 魔法戦隊マジレンジャー THE MOVIE インフェルシアの花嫁（2005年）[注釈 8]
- 炎神戦隊ゴーオンジャー BUNBUN!BANBAN!劇場BANG!!（2008年）
- 天装戦隊ゴセイジャーVSシンケンジャー エピックon銀幕（2011年）
- ゴーカイジャー ゴセイジャー スーパー戦隊199ヒーロー大決戦（2011年）
- 烈車戦隊トッキュウジャー THE MOVIE ギャラクシーラインSOS（2014年）
- 劇場版 動物戦隊ジュウオウジャーVSニンニンジャー 未来からのメッセージ from スーパー戦隊（2017年）

### オリジナルビデオ
- こどものこわい話 2000（2000年、バンダイビジュアル）
  - もどってくる人形
  - お客さま
- スーパー戦隊シリーズ
  - 百獣戦隊ガオレンジャーVSスーパー戦隊（2001年、東映）
  - 忍風戦隊ハリケンジャーVSガオレンジャー（2003年、東映）
  - 大アバレ!映画大図鑑 爆竜戦隊アバレンジャーDELUXE アバレサマーはキンキン中!（2003年、東映）※映画メイキングで竹本は構成、演出、撮影、編集を担当
  - 爆竜戦隊アバレンジャー スーパービデオ オール爆竜爆笑バトル（2003年、講談社）[注釈 5]
  - 獣拳戦隊ゲキレンジャーVSボウケンジャー（2008年、東映）
  - 帰ってきた獣電戦隊キョウリュウジャー 100 YEARS AFTER（2014年、東映）
  - 特捜戦隊デカレンジャー 10 YEARS AFTER（2015年、東映）
  - 帰ってきた手裏剣戦隊ニンニンジャー ニンニンガールズVSボーイズ FINAL WARS（2016年、東映）
  - 帰ってきた動物戦隊ジュウオウジャー お命頂戴!地球王者決定戦（2017年、東映）